# 科克斯 (阿利坎特省)
科克斯（西班牙語：[koks]），是西班牙巴伦西亚自治区阿利坎特省的一个市镇。总面积17km2，总人口6196人（2001年），人口密度364人/km2。